# Balada macabră
Balada macabră  (titlu original: Burnt Offerings) este un film de groază american din 1976 regizat de Dan Curtis. Rolurile principale au fost interpretate de actorii Karen Black, Oliver Reed și Bette Davis.
Povestea filmului prezintă o familie care se mută într-o casă veche care se regenerează singură hrănindu-se cu forța vitală a oricărui ocupant care este cel mai sincronizat cu energia casei. În timp ce alți membri ai familiei au fost cu toții uciși, supraviețuitorul așteaptă să fie înlocuit de o nouă familie. Cu toate că filmul a primit recenzii mixte din partea criticilor, a câștigat mai multe premii în 1977. Inițial a avut acțiunea stabilită a avea loc pe Long Island, pentru ca mai apoi povestea filmului să fie mutată ca având loc în California. Este prima peliculă care a fost filmată în Casa Dunsmuir din Oakland, California.

## Distribuție
- Karen Black ca Marian Rolf
- Oliver Reed ca Ben Rolf
- Lee H. Montgomery ca Davey Rolf
- Bette Davis ca Elizabeth Rolf
- Burgess Meredith ca Arnold Allardyce
- Eileen Heckart ca Roz Allardyce
- Dub Taylor ca  Walker
- Anthony James ca Chauffeur